# أقصليس ضخم الجذور
أقصليس ضخم الجذور (الاسم العلمي:Oxalis megalorrhiza) هي نوع من النباتات يتبع جنس الأقصليس من الفصيلة الحماضية.